# 桂才賀 (2代目)
2代目桂 才賀（1829年8月 - 1898年9月7日）は、落語家。本名は増田 平助、享年69。

## 人物・略歴
前身は芝神明の村田という煙管屋の職人。最初は4代目桂文治門下で桂文平、その後2代目を名乗る、1896年12月才賀の名を長男傳枝に譲り自らは才六に改名。
容姿は若い時から老け顔で飄々とし芸風も洒脱であったという。弟子、一門、諸派関係なく稽古をつけることから「落語界の幼稚園」と渾名（あだな）された。得意ネタは「両国八景」「白木屋」「忠臣二度目の清書」「寺坂吉右衛門」等を得意とした。
才六を名乗ってからは高座の回数も減ったが稽古台として重責を担うかたわら芝神明で煙草屋を営んでいた。1898年9月7日に没した。死亡記事は「桂才六死す 柳派の落語家にて老いて益々盛なりし愛嬌老人旧の才賀改め才六事増田平助は一昨日午前八時病死したりと享年六十九」（『東京朝日新聞』明治三十一年九月九日）と報じられた。
墓所は芝の貞林寺（現在の葛飾区東金町 貞林院瑞正寺）、戒名は斎誉了頓信士。

## 弟子
- 四代目立川談志
- 喜久亭寿楽
- 橘家花圓蔵
- 春風亭双枝
- 五代目桂文楽
- 春風亭傳枝